# Norma Egan
Norma Beatriz Egan O'Donnell (San Antonio de Areco, 18 de septiembre de 1925 - 28 de abril de 2021) fue una política argentina. Conocida en el ámbito político como Norma Egan, fue subdelegada del Partido Peronista Femenino y diputada en la Provincia de Buenos Aires.

## Biografía

### Nacimiento e infancia
Norma es hija de Miguel José Egan y Brady (1895-1959) y de Elena O'Donnell (1899-1968). Nació en San Antonio de Areco, transitó su infancia en el seno de una típica familia irlandesa y tuvo 2 hermanos y 3 hermanas.

### Vida política
A los 25 años en una audiencia en la Fundación Eva Perón fue invitada a participar en el Partido Peronista Femenino, creado en 1949, y a pedido Eva Perón actuó como subdelegada en San Antonio de Areco. Siendo una población mayoritariamente rural, su comprensión de la cultura local y su elocuente capacidad le permitió ser muy eficaz en su mandato. Recorría los campos en un jeep Land Rover facilitado por Atilio Renzi (secretario privado de Eva Perón). Siendo conocida en la zona por su arraigo familiar se le facilitaba el acceso a las estancias, conversando con las familias de los labriegos sobre las bondades de apoyar a la señora para lograr una vida mejor. Luego de su exitosa actuación Evita la seleccionó para ser candidata a diputada rovincial, cargo al que accedió a los 27 años y que desempeñó entre 1952 y 1955.

## Vida personal
Contrajo nupcias con el ingeniero aeronáutico Víctor M.R.N. Acuña.

### Otros afines
Permaneció detenida durante la Revolución Libertadora, no participando a posteriori en otros cargos políticos.

## Premios y reconocimientos
Socia fundadora y Vocal Titular del Círculo de Legisladores de la Provincia de Buenos Aires.
Participó en la película "Las muchachas" de Alejandra Marino (2011), documental sobre la actualidad de aquellas jóvenes que fueron convocadas por Eva Perón.
El 18 de marzo de 2016 en el Círculo de Legisladores de la Provincia de Buenos Aires, en la ciudad de La Plata, se le brindó un homenaje en reconocimiento a su labor.
El 8 de marzo de 2019 la Cámara de Diputados de la Provincia de Buenos Aires resaltó su trascendencia en la vida política argentina al ser de las primeras diputadas que tuvo el cuerpo legislativo.
Además, le fue otorgado el premio María Elena Walsh por su impulso en la incorporación de mujeres en la historia política argentina.